# عيد البريد المصري

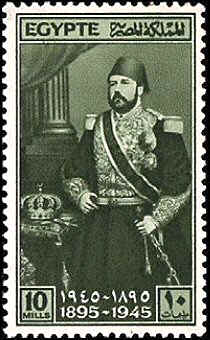
طابع يحمل صورة الخديو إسماعيل في ذكرى مرور 50 عامًا على وفاته

البريد المصري: من أقدم وأعرق المؤسسات البريدية ومن مظاهر عراقته المدرسة الثانوية البريدية بألإضافة إلى متحف البريد الذي يضم مجموعة طوابع بريدية نادرة لكبار الزعماء والتي لا تقدر بثمن.

## عيد البريد المصري
تحرص هيئة البريد المصرية على ألإحتفال بعيد البريد المصري في الثاني من يناير من كل عام.

## تاريخ ألإحتفال بالعيد
ففي التاني من يناير عام 1865 قام الخديو إسماعيل حاكم مصر في ذلك الحين بشراء البوسطة الأوروبية العاملة في مصر وأطلق عليها البوسطة الخديوية وأصبح 2 يناير عيدا لمصر.